# Tunnel van Bielsa
De Bielsatunnel (Frans: Tunnel Aragnouet-Bielsa, Spaans: Túnel de Bielsa-Aragnouet) is een tunnel gelegen op de grens van Frankrijk en Spanje. De tunnel, onderdeel van de Spaanse A-138 en de Franse D173 is gelegen in de Pyreneeën, ten noorden van het dorp Bielsa. De tunnel is ruim drie kilometer lang. Door zijn locatie in het midden van de centrale Pyreneeën, het hoogste deel van de bergketen waar weinig andere noord-zuidverbindingen zijn, is de tunnel sinds zijn opening in oktober 1976 een belangrijke noord-zuidas doorheen Pyreneeën.

## Geschiedenis

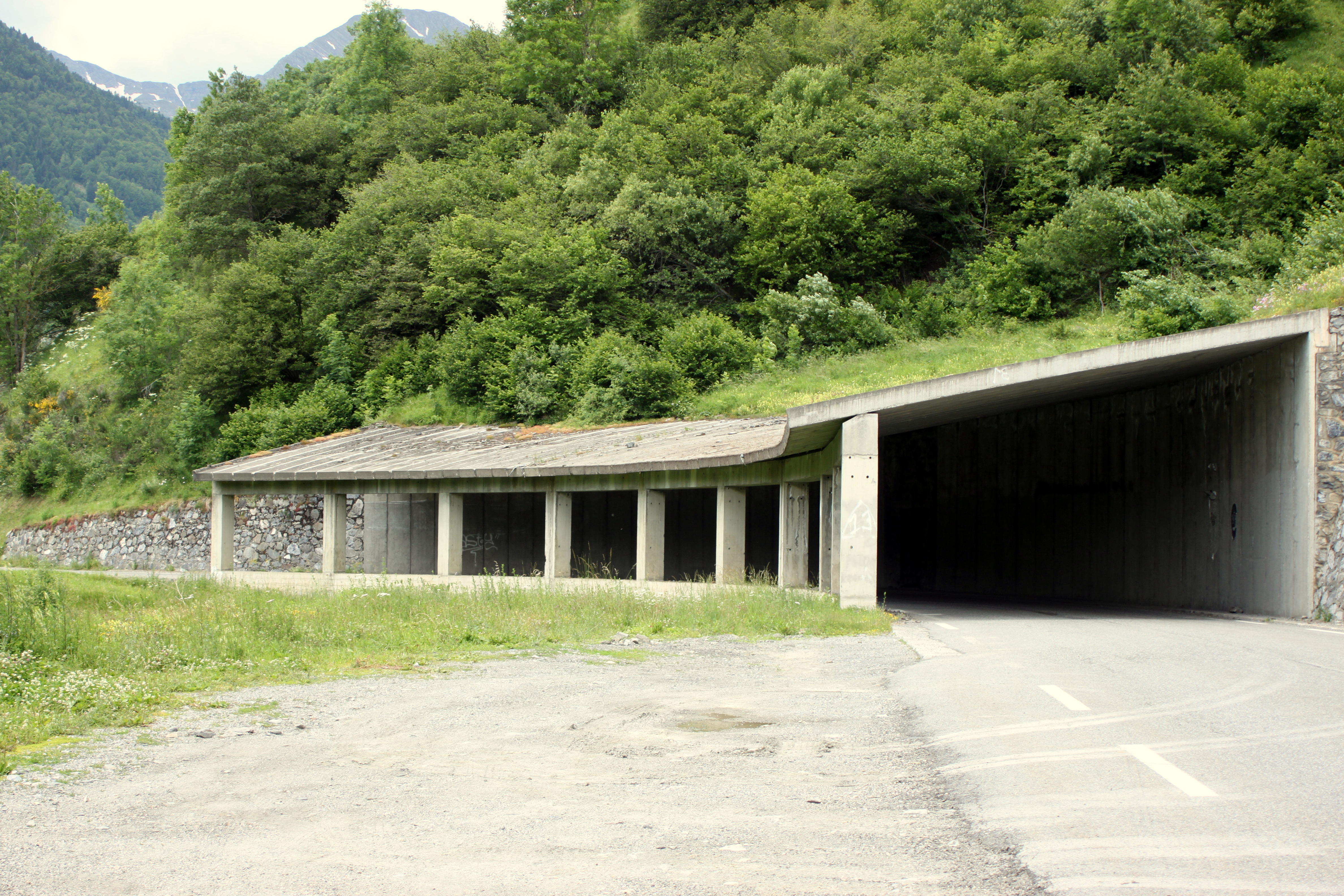
Lawinegalerij op de noordelijke toegangsweg (D173)

De plannen voor een weg over de Pyreneeën ten zuiden van Saint-Lary gaan al enkele eeuwen terug. In 1811 plande Napoleon een weg van Auch langs Ancizan (ten zuiden van Arreau) naar Spanje. Deze weg werd nooit geheel aangelegd, maar het plan was om door de vallei van de Rioumajou te gaan om zo de Port d'Ourdissetou (2403 m) te bereiken. In 1934 is er een nieuw project voor een weg door de Centrale Pyreneeën. Een Spaans-Franse commissie stelt een project voor die iets meer westelijk ligt, langs de vallei van de Géla en over de Port Vieux de Barroude (2384 m). De Spaanse Burgeroorlog en daarna de Tweede Wereldoorlog zorgde er echter voor dat de plannen uitgesteld werden.
De route die uiteindelijk gerealiseerd zal worden wordt in de jaren 50 van de twintigste eeuw voorgesteld door Vincent Mir, de burgemeester van Saint-Lary. Hij wil een grenstunnel onder de 2426 meter hoge Port de Bielsa. Zo zou een passage over de 2384 meter hoge Port Vieux de Barroude vermeden kunnen worden. Een tunnel onder de Port de Bielsa biedt bovendien een kortere route in vergelijking met de Port Vieux. In 1958 geeft de algemene raad van de Hautes-Pyrénées zijn principieel akkoord voor de bouw van de weg en op 30 maart 1962 wordt in Madrid een conventie getekend tussen Frankrijk en Spanje over een tunnel onder de Port de Bielsa. Hierbij worden de technische specificaties van de tunnel vastgelegd. De tunnel komt relatief hoog te liggen, met een ingang op 1821 meter hoogte langs de Franse zijde. De tunnel zal ongeveer 3000 meter lang zijn, waarvan 60% op het Franse grondgebied ligt en 40% op het Spaanse grondgebied. De weg wordt aangelegd in beton en is 6 meter breed, terwijl de tunnel zelf 7 meter breed is en 4,5 meter hoog.
De voorbereidende werkzaamheden aan de tunnel begonnen in 1967. De tunnel werd geboord vanuit Spanje richting Frankrijk. In deze richting stijgt de tunnel met gemiddeld 5,1%. De tunneldoorslag gebeurde in 1970. Door problemen met de bodemgesteldheid, waren er grote onvoorziene aanpassingen nodig bij de bouw. Door onenigheid over deze kosten tussen de verschillende aannemers werd de tunnel pas geopend in 1976, vijf jaar later dan oorspronkelijk gepland. Pas in de jaren 80 werden enkele lawinegalerijen gebouwd en werden de toeleidende wegen in de winter sneeuwvrij gehouden, waardoor de tunnel sinds 1984 het gehele jaar te gebruiken is.
In de 2010-2011 werd de tunnel grondig gerenoveerd. Sindsdien is er geen tweerichtingsverkeer meer mogelijk in de tunnel. Alternerend gebruik van de tunnel moet het gebruik van de tunnel veilig houden. De maximumsnelheid werd toen wel verhoogd van 60 naar 70 kilometer per uur.

## Mobiliteit
Naar het noorden toe verloopt de weg (D173-D118-D929) via de vallei van de rivier Neste de Saux in de gemeente Aragnouet. Hierna wordt de vallei van de Neste gevolgd, via Saint-Lary en Arreau tot bij de A64 richting Toulouse bij Lannemezan. Aan de zuidkant gaat de Spaanse weg A138 via Bielsa en de vallei van de Cinca naar de vallei van de Rio Ara. Vanaf daar kan via de N-260 (tunnel van Petralba) en A23/N-330 (tunnels van Monrepós) de provinciehoofdstad Huesca, de regionale hoofdstad Zaragoza en Madrid bereikt worden.
Ten westen van de Bielsatunnel, aan het westelijke einde van de centrale Pyreneeën, ligt de Somport, op een plaats waar de gemiddelde hoogte van de hoofdkam plot lager wordt (1636 m). Ten oosten van de Bielsatunnel ligt de Tunnel van Vielha, die iets lagere toegangen heeft. Door de steile toegangsweg aan Franse zijde wordt de Bielsatunnel minder gebruikt door vrachtwagens en caravans.
De tunnel werd gepromoot als onderdeel van de verbinding van Hamburg naar Madrid, wat niet echt overeenstemt met de realiteit. Door de aanleg van snelwegen als AP-8 en AP-1 langs het westen van de Pyreneeën en door het Cantabrisch gebergte is een route via de tunnel van Bielsa zeker niet meer de snelste route voor deze lange internationale verbindingen. Zelfs zonder autosnelwegen vormen andere passen in de westelijke Pyreneeën zoals de Roncesvallespas een sneller alternatief dan de route via Bielsa. Ook is de tunnel hoger gelegen in vergelijking met de tunnel van Vielha in het oosten of de tunnel du Somport in het westen. Desondanks speelt de tunnel van Bielsa een rol voor het internationaal verkeer tussen Frankrijk en Spanje, zij het dan op een minder lange afstand. Door zijn strategische ligging in het midden van de centrale Pyreneeën vormt de route de snelste verbinding tussen steden Toulouse en Zaragoza (en zelfs Madrid).

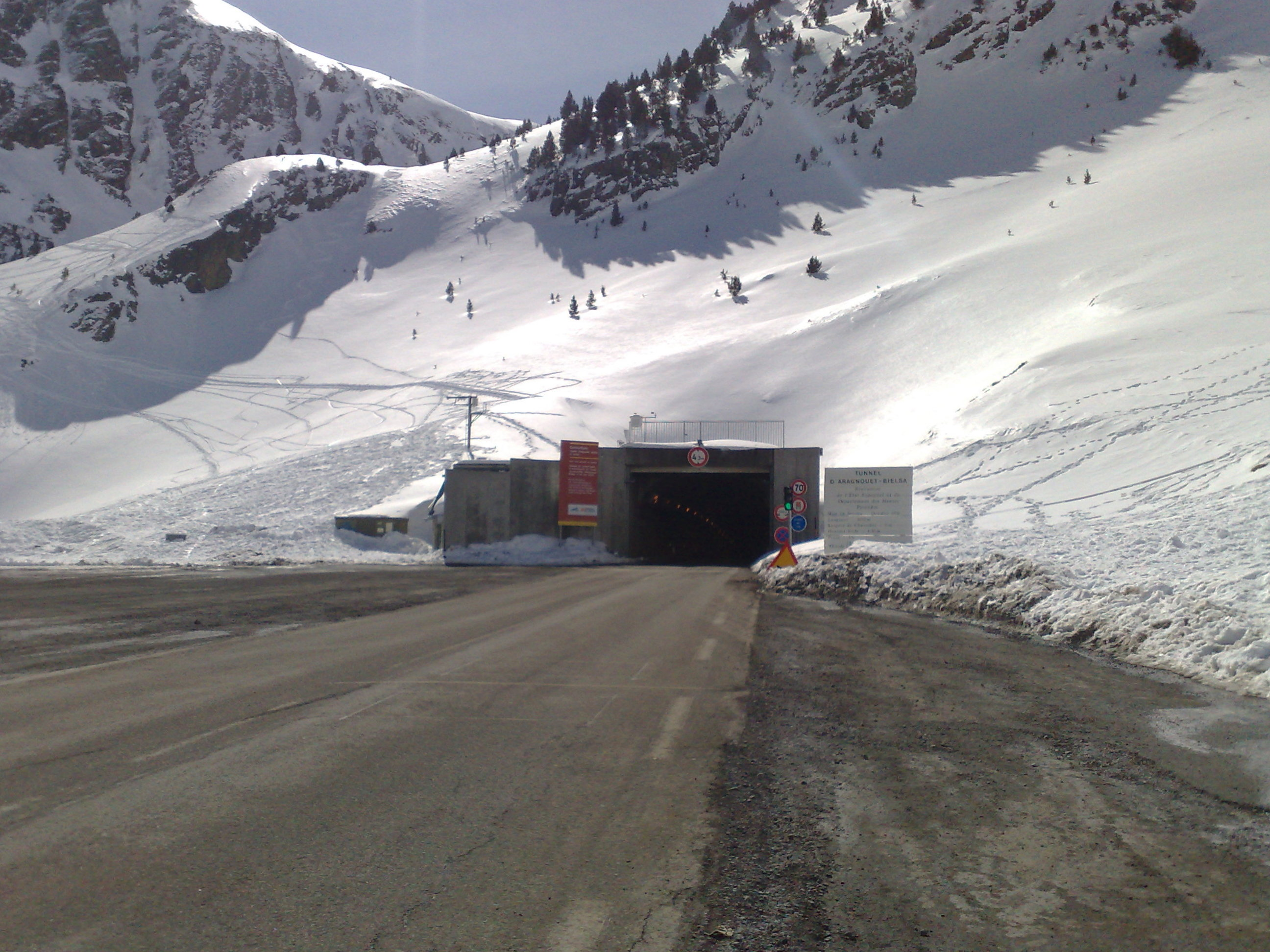
Franse toegang tot de tunnel op 1821 meter hoogte in maart 2009
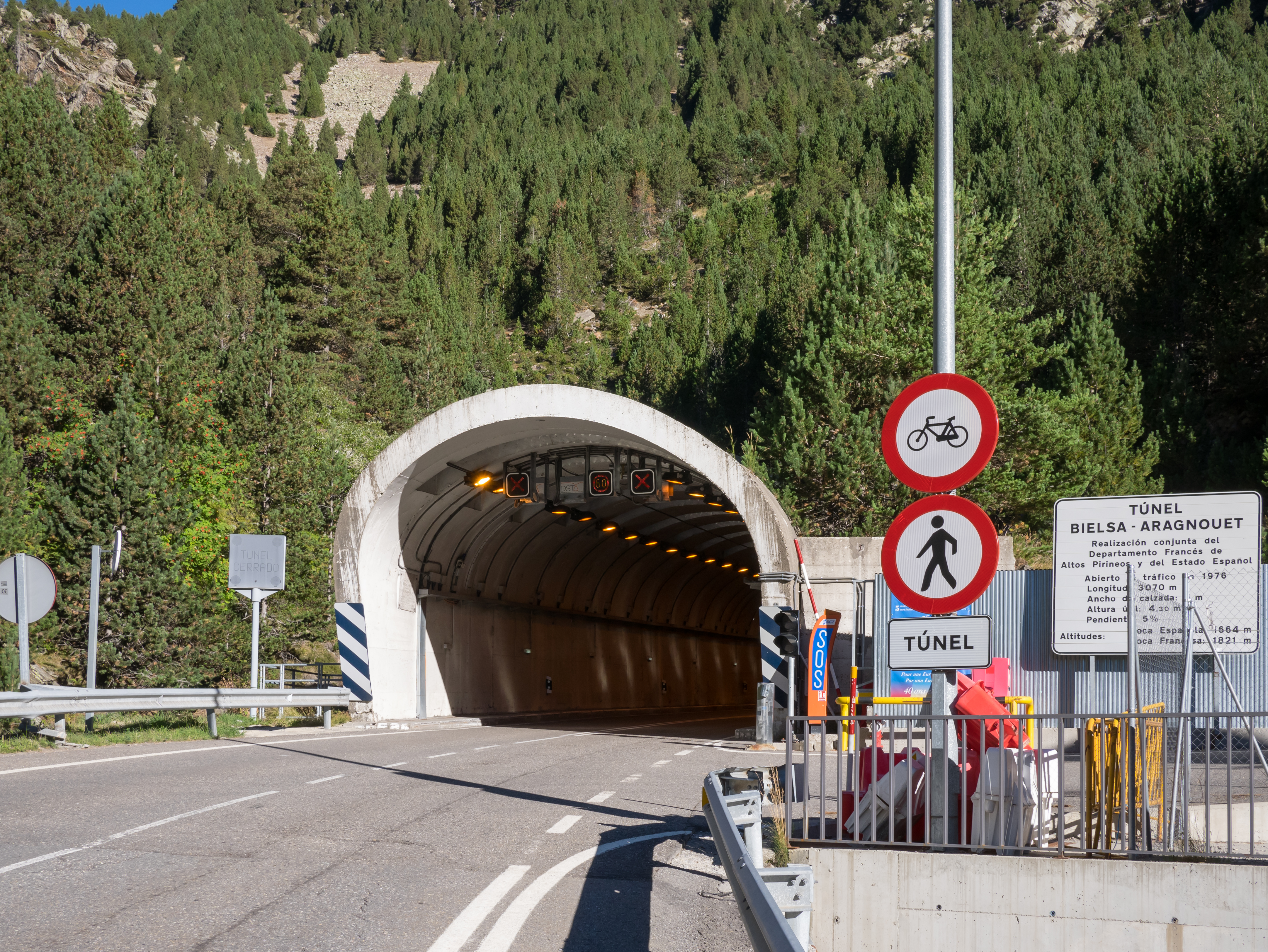
Spaanse toegang tot de tunnel